# Витте, Гельмут
Гельмут Витте (нем. Helmut Witte; 6 апреля 1915, Бойендорф, Гольштейн — 3 октября 2005, Дуйсбург) — немецкий офицер-подводник, капитан 3-го ранга (20 апреля 1945 года).

## Биография
26 сентября 1934 года поступил на флот кадетом. 1 апреля 1937 года произведен в лейтенанты. Служил на легком крейсере «Кёльн», эскадренном миноносце Z-22, торпедных катерах.

## Вторая мировая война
В июле 1940 года переведен в подводный флот. Служил вахтенным офицером на подлодке U-107, которой командовал Гюнтер Хесслер.
4 октября 1941 года назначен командиром подлодки U-159, на которой совершил 4 похода (проведя в море в общей сложности 261 сутки). Во время третьего похода в сентябре 1942 года действовал в составе «волчьей стаи» «Айсбэр».
22 октября 1942 года награждён Рыцарским крестом Железного креста.
6 июня 1943 года переведен в штаб.
Всего за время военных действий Витте потопил 23 судна общим водоизмещением 119 684 брт и повредил 1 судно водоизмещением 265 брт.
В мае 1945 года интернирован британскими войсками. В июле 1945 года освобожден, работал на фабрике, а позже занимал руководящие посты на крупных предприятиях.

## Награды
- Медаль «За выслугу лет в вермахте» 4-го класса (1 апреля 1938)
- Испанский крест в бронзе (6 июня 1939)
- Нагрудный знак подводника (10 июля 1941)
- Железный крест 2-го класса (12 января 1940)
- Железный крест 1-го класса (10 июля 1941)
- Рыцарский крест Железного креста (22 октября 1942)
- Крест «За военные заслуги» 2-го класса с мечами (30 января 1944)
- Нагрудная планка подводника в бронзе (23 декабря 1944)
- Щит «Нарвик»
- Упоминание в Вермахтберихт  (18 июня 1942)
- Орден «За заслуги перед Федеративной Республикой Германия» кавалерский крест (10 декабря 1980)